# А Чэн
А Чэн (настоящие имя и фамилия — Чжун А-чэн) (кит. 阿城, Zhōng Āchéng; 5 апреля 1949, Пекин, Китай) — китайский писатель
, публицист и сценарист.

## Биография
Сын известного кинокритика и редактора Чжун Дяньфэя.
Во время «культурной революции» в Китае, будучи учеником школы, был отправлен на работу в деревню, трудился на сельхозработах, строителем в Шаньси, Внутренней Монголии, Юньнане, в 1979 г. вернулся в Пекин.
Был организатором арт-группы (XingXing) неподготовленных самобытных экспериментаторов-художников, которые бросили вызов строгим принципам китайского искусства.
В конце 1980-х годов выехал из КНР за границу, где в иностранной прессе публикует его статьи о китайском кино, живописи, и литературе. В настоящее время писатель живёт в США.

## Творчество
А Чэн считается видным представителем литературной школы сюнь гэнь вэньсюэ («литература поиска корней»), в его произведениях сильно влияние китайской традиционной культуры, верований и обычаев.
Как писатель дебютировал в 1984 году. Темой его произведений стала образованная молодёжь в сельской трудовой ссылке в период «культурной революции».
Книга «Циван» («Царь шахмат») в 1984 году получила всекитайскую литературную премию за лучшую повесть, после чего А Чэн стал популярным писателем.
Повесть «Шуван» («Царь-дерево») была в 1989 г. переведена на русский язык и дала название сборнику переводных китайских повестей.
Кроме трёх повестей им были написан ряд рассказов и публицистических книг («Чанши юй тунши» («Знания общедоступные и знания доскональные»)). Автор сборников очерков «Вэйнисы жицзи» («Венецианский дневник») и «Сяньхуа сяньшо» («Праздная болтовня»).
Книги автора были изданы на Тайване.

## Избранные киносценарии
- Окрашенная кожа / Hua pi zhi yinyang fawang (1993)
- Весна в маленьком городке / Xiao cheng zhi chun (2002)
- Мастер го / Wu Qingyuan (совм. с Чжоу Цзинчжи, 2006)
- Убийца / Cìkè Niè Yǐnniáng, 2015)

## Избранная проза
- Царь шахмат (棋王 , 1984)
- Царь-дерево (王 王 , 1985)
- Царь детей (孩子 王 , 1985)
- Незаполненные могилы

## Переводы на русский
А Чэн. Король шахмат / Пер. В. Аджимамудовой // Современная новелла Китая. М., 1988, с. 3–45; 
А Чэн. Царь-дерево / Пер. Г. Ткаченко // Царь-дерево: Современные китайские повести. М., 1989, c. 418–467.